# 天水中梁机场
天水中梁机场，是位于中华人民共和国甘肃省天水市秦州区中梁镇的一个施工中的机场，为4C机场军民合用支线机场，该机场也是天水麦积山机场的迁建机场。
“天水军民合用机场迁建工程”建设计划为2023年12月至2026年12月。